# Acanthoprion aztecum
Acanthoprion aztecum är en insektsart som beskrevs av Francois Jules Pictet de la Rive och Henri Saussure 1892. Acanthoprion aztecum ingår i släktet Acanthoprion och familjen vårtbitare. Inga underarter finns listade i Catalogue of Life.